# ديباج (مدينة)
ديباج (بالفارسية: دیباج) هي منطقة سكنية تقع في إيران في البلدة المركزية. يقدر عدد سكانها بـ 2,504 نسمة .